# Простеёв (футбольный клуб)
«Простеёв» (чеш. 1.SK Prostějov) — чешский футбольный клуб из моравского города Простеёв, выступающий в Футбольной национальной лиге, втором по силе футбольном дивизионе Чехии. Домашние матчи проводит на городском стадионе, вмещающим 3500 зрителей.
Впервые в Высшей лиге Чехословакии клуб выступил в сезоне 1934/35 года, а в следующих двух сезонах выиграл бронзовые медали чемпионата, заняв третье место. В сезоне 1941/42 года «Простеёв» занял второе место в чемпионате. В 1946 году команда, заняв девятое место, вылетела в дивизион ниже и с тех пор в элитный дивизион больше не возвращалась.
В сезоне 2017/18 года «Простеёв» стал победителем в Моравско-силезской футбольной лиге и вышел в ФНЛ.

## Прежние названия
- 1904 — СК Простеёв (чеш. Sportovní klub Prostějov)
- 1948 — ЕТО Сокол II Простеёв (чеш. Jednotná tělovýchovná organizace Sokol II Prostějov)
- 1950 — ЕТО Сокол ЧСЗ Простеёв (чеш. Jednotná tělovýchovná organizace Sokol Československé stavební závody Prostějov)
- 1953 — ДСО Татран Простеёв (чеш. Dobrovolná sportovní organizace Tatran Prostějov)
- 1956 — ТЕ Слован Простеёв (чеш. Tělovýchovná jednota Slovan Prostějov)
- 1959 — ТЕ Железарни Простеёв (чеш. Tělovýchovná jednota Železárny Prostějov)
- 1960 — СК Простеёв фотбал (чеш. Sportovní klub Prostějov fotbal)
- 1996 — СК ЛеРК Простеёв (чеш. Sportovní klub LeRK Prostějov)
- 2006 — 1. СК Простеёв (чеш. První sportovní klub Prostějov)

## Выступление в чемпионате и Кубке Чехии
| Сезон                                                     | Лига/дивизион                      | Уров. | Место | Кубок         |
| --------------------------------------------------------- | ---------------------------------- | ----- | ----- | ------------- |
| 1993/94                                                   | Дивизион E                         | 4     | 3     | Первый раунд  |
| 1994/95                                                   | Дивизион E                         | 4     | 11    | Второй раунд  |
| 1995/96                                                   | Вторая лига                        | 2     | 8     | 1/8 финала    |
| 1996/97                                                   | Вторая лига                        | 2     | 10    | Третий раунд  |
| 1997/98                                                   | Вторая лига                        | 2     | 10    | Второй раунд  |
| 1998/99                                                   | Вторая лига                        | 2     | 14    | Третий раунд  |
| 1999/00                                                   | Вторая лига                        | 2     | 12    | Первый раунд  |
| 2000/01                                                   | Вторая лига                        | 2     | 14    | Третий раунд  |
| 2001/02                                                   | Вторая лига                        | 2     | 10    | Первый раунд  |
| 2002/03                                                   | Вторая лига                        | 2     | 14    | Первый раунд  |
| 2003/04                                                   | Моравско-силезская футбольная лига | 3     | 16    | Второй раунд  |
| 2004/05                                                   | Дивизион D                         | 4     | 16    | Первый раунд  |
| 2005/06                                                   | Чемпионат Оломоуцкого края         | 5     | 12    | не участвовал |
| 2006/07                                                   | Чемпионат Оломоуцкого края         | 5     | 6     | не участвовал |
| С 2007 по 2011 год существовала только молодёжная команда |                                    |       |       |               |
| 2011/12                                                   | Дивизион E                         | 4     | 2     | не участвовал |
| 2012/13                                                   | Моравско-силезская футбольная лига | 3     | 3     | Второй раунд  |
| 2013/14                                                   | Моравско-силезская футбольная лига | 3     | 3     | Второй раунд  |
| 2014/15                                                   | Моравско-силезская футбольная лига | 3     | 3     | Второй раунд  |
| 2015/16                                                   | Моравско-силезская футбольная лига | 3     | 1     | Третий раунд  |
| 2016/17                                                   | Футбольная национальная лига       | 2     | 16    | Третий раунд  |
| 2017/18                                                   | Моравско-силезская футбольная лига | 3     | 1     | Второй раунд  |
| 2018/19                                                   | Футбольная национальная лига       | 2     | 9     | Первый раунд  |
| 2019/20                                                   | Футбольная национальная лига       | 2     | 11    | Третий раунд  |
| 2020/21                                                   | Футбольная национальная лига       | 2     | 3     | Третий раунд  |
| 2021/22                                                   | Футбольная национальная лига       | 2     | 11    | Третий раунд  |
| 2022/23                                                   | Футбольная национальная лига       | 2     | 12    | Третий раунд  |
| 2023/24                                                   | Футбольная национальная лига       | 2     | 12    | Третий раунд  |
| 2024/25                                                   | Футбольная национальная лига       | 2     | 12    | Второй раунд  |

## Достижения
- Чемпионат Чехословакии
  -  Вице-чемпион: 1941/42
  -  Бронзовый призёр (2): 1935/36, 1936/37